# Часовня Пресвятой Девы Марии Ченстоховской (Пшегиня-Духовна)
Часовня Пресвятой Девы Марии Ченстоховской (пол. Kaplica Matki Bożej Częstochowskiej) — католическая часовня в Польше, находящаяся в населённом пункте Пшегиня-Духовна, в гмине Чернихув Краковского повята Малопольского воеводства. Часовня внесена в реестр охраняемых памятников Малопольского воеводства.
17 декабря 1994 года часовня была внесена был внесён в реестр охраняемых памятников Малопольского воеводства (№ А-692 (А-367/М)).